# Uzo
Uzo es un operador móvil virtual, lanzado en 2005 en Portugal, sobre la red de MEO.
Uzo apareció después de los estudios mostraron que el 15% y el 20% de los usuarios de teléfonos móviles son sensibles a la transparencia de la oferta móvil y su objetivo son los usuarios móviles que valoran un servicio sencillo, práctico y económico.

## Internet
UZO tiene las siguientes opciones de Internet móvil:
- Tarifa IT Diaria por €1,50 / día . No es tarifa plana, ya que está limitada a 30MB hasta las 23:59 h. La tarifa se paga si se efectua el tráfico y no es necesaria suscripción.
- Tarifa IT Base por €2,90 / mes para 200MB. Tras agotar el límite de tráfico, el acceso a internet pasa a ser tasado de acuerdo con la tarifa IT Diaria hasta al próxima renovación.

Se envían notificaciones por SMS cuando se aproxima al límite de la tarifa  (90%) o cuando se agota el techo de tráfico (100%).

## Servicios
UzO cuenta con una amplia gama de servicios disponibles. Además de la oferta de Internet se ha mencionado anteriormente, cuenta con el servicio de "saldo al final de la llamada", de forma que cuando se realiza una llamada, este servicio permite que, al final de la llamada, saber cuánto equilibrio se gastó, cuánto tiempo la misma y el saldo actual del cliente.

## Comercialización
Las tarjetas de Uzo se comercializan en su tienda en línea o a través de su red de distribución, compuesto por quiosco de periódicos, tiendas Galp / M24 / Tangerinas, BP, tiendas de Schlecker, agentes PayShop, PhoneOne, Grupo Cota/Cotacâmbios, Moneycall, Casa da Sorte e Campião.